# Doctoriales
Les doctoriales sont des manifestations organisées par de nombreuses universités en France en partenariat avec des entreprises qui permettent la rencontre entre de jeunes chercheurs doctorants ou futurs doctorants avec le monde de l'entreprise. Ce principe a été adopté depuis peu par des universités et institutions de certains pays Africains telles que l'INP-HB de Côte d'Ivoire avec ses premières doctoriales en 2015, le 2IE du Burkina Faso, l’École Doctorale Chimie et Application du Bénin, etc.

## Histoire
Les premières doctoriales ont eu lieu en 1995 à l'initiative de la DGA.

## Déroulement
Elles sont l'occasion pour les doctorants de travailler en groupes pluridisciplinaires, développer leurs réseaux, valoriser leurs compétences et parfaire leurs projets professionnels.
On y retrouve des ateliers-projets en équipe ,, la présentation de travaux de recherches,, des rencontres avec des chefs d'entreprises, etc.